# ビッグホーン
ビッグホーン（Ovis canadensis）は、ウシ科ヒツジ属に分類される偶蹄類。別名オオツノヒツジ。

## 分布
- O. c. californiana　カリフォルニアビッグホーン

アメリカ合衆国（オレゴン州西部、カリフォルニア州、ワシントン州のカスケード山脈、シエラネバダ山脈）、カナダ（ブリティッシュコロンビア州南部）
- O. c. canadensis　ロッキービッグホーン

アメリカ合衆国（アイダホ州、アリゾナ州、オレゴン州東部、コロラド州、ニューメキシコ州、モンタナ州のビタールート山脈、ロッキー山脈）、カナダ（アルバータ州）
- O. c. mexicana　メキシコビッグホーン

アメリカ合衆国（アリゾナ州南西部、テキサス州西部）、メキシコ（ソノラ州北東部）
- O. c. nelsoni　ネルソンビッグホーン

アメリカ合衆国（カリフォルニア州南部、ネバダ州南部）、メキシコ（ソノラ州北西部）

### 絶滅した分布域
- O. c. auduboni　オージュボンビッグホーン（バッドランドオオツノヒツジ）

アメリカ合衆国（サウスダコタ州、ネブラスカ州北西部、ノースダコタ州、モンタナ州西部、ワイオミング州東部）

## 形態

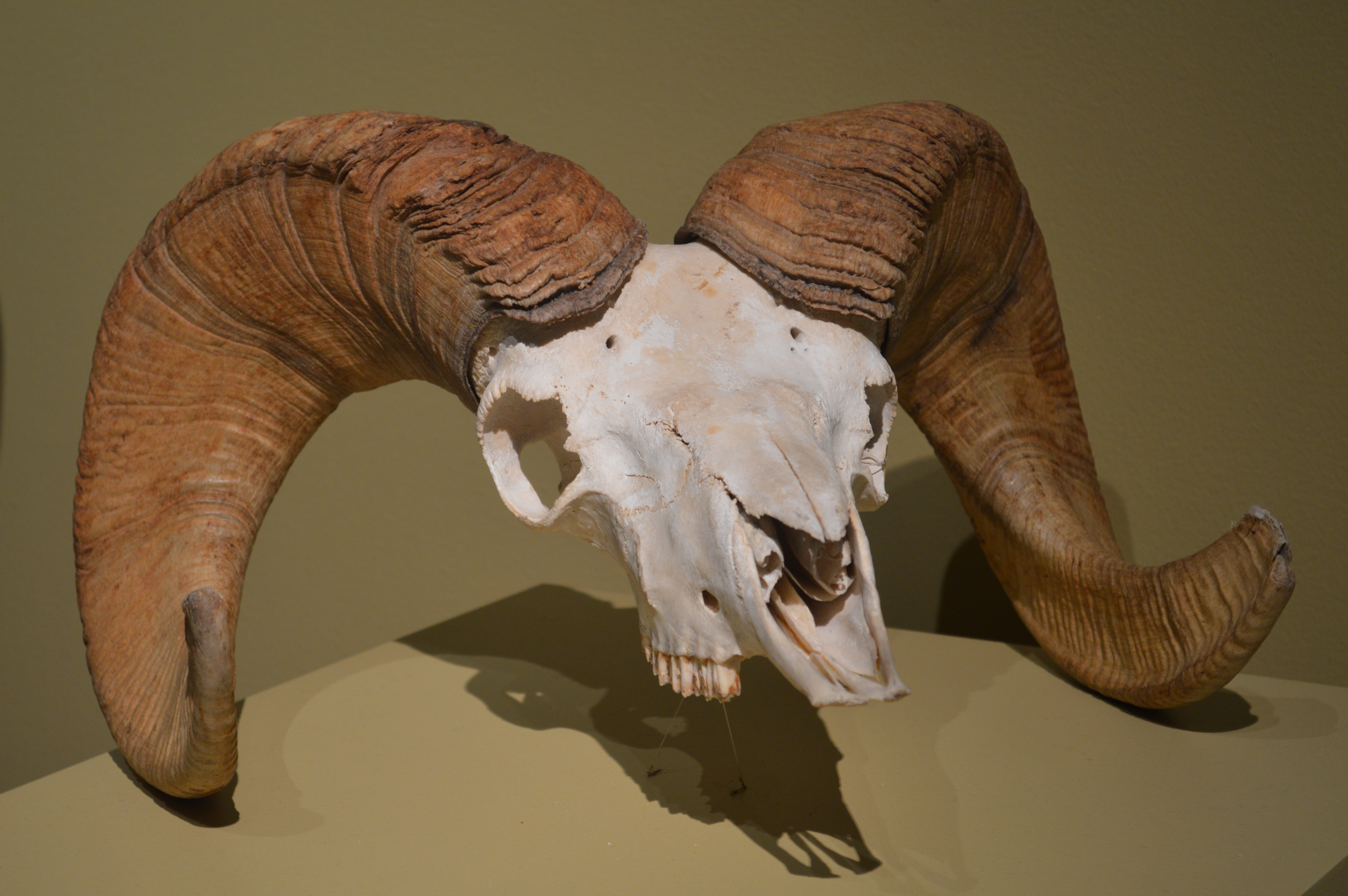
オスの頭骨

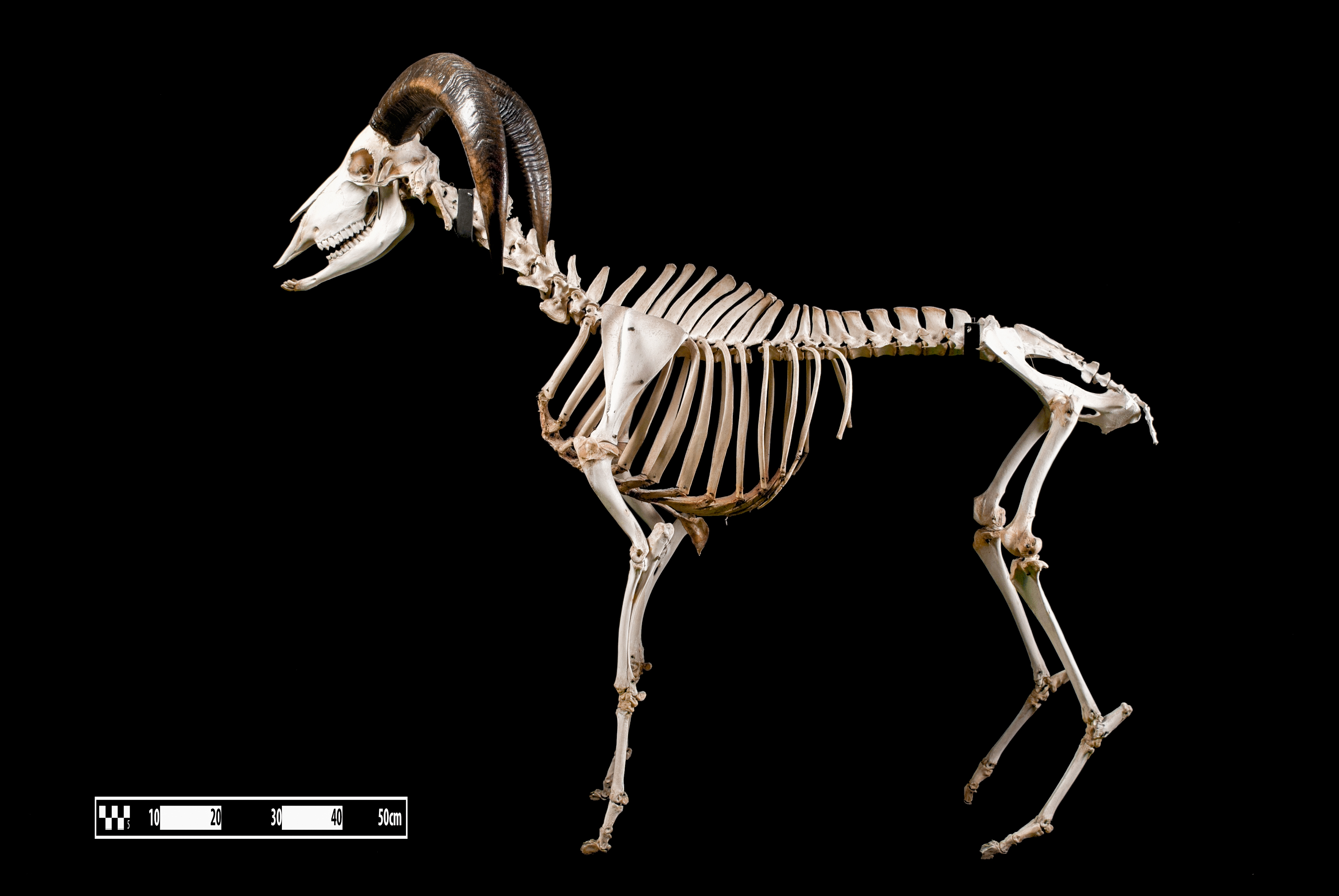
全身骨格

体長オス150-170センチメートル、メス142センチメートル。肩高オス82-112センチメートル、142センチメートル。体重オス57-108キログラム、メス56-108キログラム。頸部や喉の体毛は伸長しない。吻端と臀部の毛衣は白く、臀部の白色部は正中線に沿って暗褐色の筋模様が入るため左右に分断される。

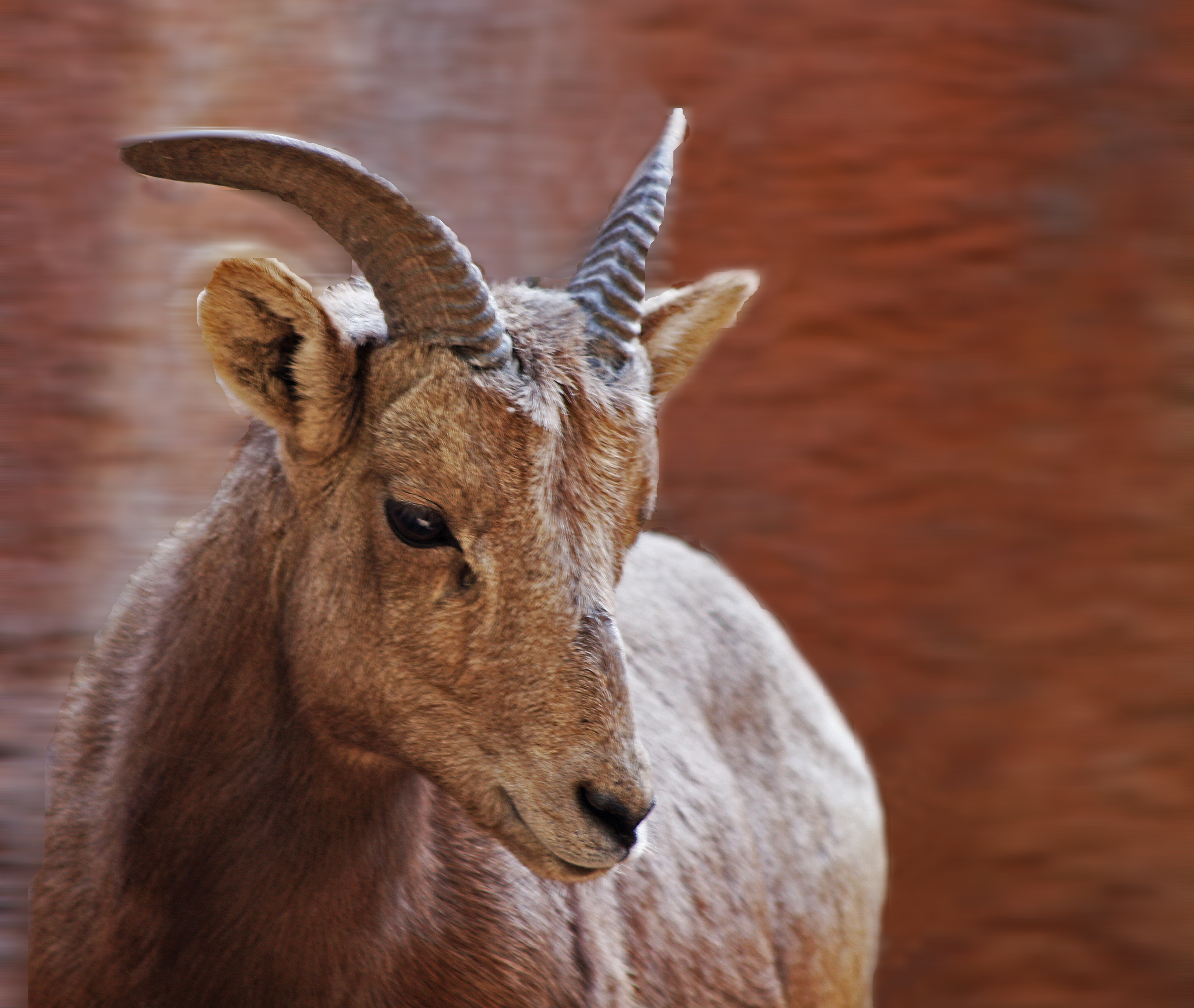
メスの頭部。
メスの角はオスに比べてとても小さい。

耳介はやや長く、先端が尖る。雌雄共に基部から外側および後方へ向かい、先端が前方外側へ向かうやや短く非常に太い角がある。最大角長123cm。角の先端は丸みを帯びる。角の表面にはあまり横皺が発達せず、畝状の隆起もない。涙骨はあまり窪まない。眼下部の臭腺（眼下腺）は小型。
染色体の数は52本。
- O. c. auduboni　オージュボンビッグホーン

角がやや細く、先端があまり顔に近接しない。眼窩があまり突出しない。上顎の小臼歯前端から臼歯後端まで（頬歯列）が長い。
- O. c. californiana　カリフォルニアビッグホーン

角がやや細く、先端があまり顔に近接しない。眼窩があまり突出しない。上顎の頬歯列が長い。
- O. c. canadensis　ロッキービッグホーン

全身の毛衣は褐色や灰褐色。角の先端が顔に近接する。眼窩が突出する。上顎の頬歯列が短い。
- O. c. mexicana　メキシコビッグホーン

全身の毛衣は淡黄褐色。角がやや細く、先端があまり顔に近接しない。眼窩があまり突出しない。上顎の頬歯列が長い。
- O. c. nelsoni　ネルソンビッグホーン

全身の毛衣は淡褐色。角の先端が顔に近接する。眼窩が突出する。上顎の頬歯列が短い。

## 分類
- Ovis canadensis californiana　Douglas, 1829　カリフォルニアビッグホーン
- Ovis canadensis canadensis　Shaw, 1804　ロッキービッグホーン
- Ovis canadensis mexicana　Merriam, 1901　メキシコビッグホーン
- Ovis canadensis nelsoni　Merriam, 1897　ネルソンビッグホーン

### 絶滅亜種
- Ovis canadensis auduboni　Merriam, 1901　オージュボンビッグホーン

## 生態
夏は標高1,800-2,600メートルの高所で過ごし、冬になると寒さや雪を避けるため標高750-1,500メートルの低所へ移動する。昼行性。

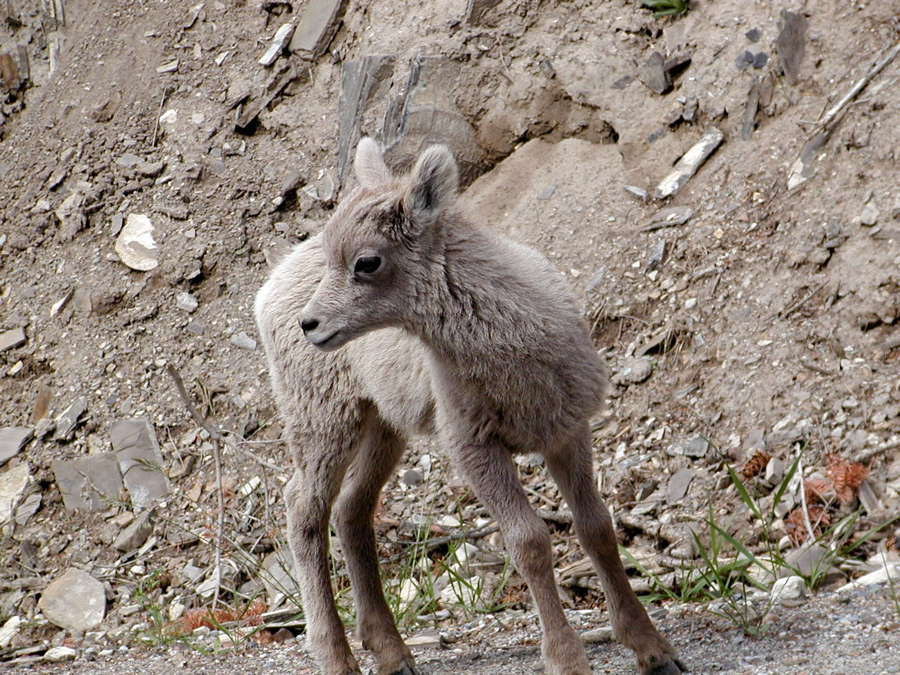
幼獣

繁殖形態は胎生。9-12月になるとオス同士で角を突き合わせて争う。このような闘争は儀式化されたもので、闘争する頻度は高いものの傷を負うことは少ない。妊娠期間は175-180日。5-6月に1回に1-2頭（主に1頭）の幼獣を産む。
天敵として ピューマ、カナダオオヤマネコ、コヨーテ、オオカミ、ハイイログマ、アメリカクロクマがいる。